# Ole Østmo
Ole Østmo (født 13. september 1866 i Elverum, død 11. september 1923 i Oslo) var en norsk skytte, som deltog i OL 1900 i Paris.
Ved legene i 1900 stillede Østmo op i skydning i fem riffeldiscipliner. Han vandt sølv i 300 m riffel, stående, hvor han fik 299 point og kun blev besejret af danskeren Lars Jørgen Madsen med 305, mens belgieren Charles Paumier du Vergier blev treer med 298 point. Han vandt også sølv i holdkonkurrencen i 300 m riffel, 3 stillinger, hvor Norge fik 4290 point (heraf Østmos 917 som bedste nordmand), mens Schweiz vandt med 4399 point, og Frankrig blev treer med 4278 point.
Han vandt desuden bronze i disciplinen 300 m riffel, liggende, hvor han opnåede 329 point, mens vinderen, Achille Paroche fra Frankrig, fik 332 point, og den danske sølvvinder Anders Peter Nielsen fik 330 point. Østmo blev også delt nummer tre i 300 m riffel, tre stillinger, hvor han sammen med belgieren Paul van Asbroeck opnåede 917 point, mens vinderen. Emil Kellenberger fra Schweiz, fik 930 point, og danske Anders Peter Nielsen på andenpladsen fik 921 point.
Endelig deltog han i 300 m riffel, knælende, hvor han blot blev nummer 18.